# Coupe de Tunisie de football 1976-1977
Navigation
Coupe de Tunisie 1975-1976 Coupe de Tunisie 1978-1979
La coupe de Tunisie de football 1976-1977 est la 22e édition de la coupe de Tunisie depuis 1956, et la 47e en tenant compte des éditions jouées avant l'indépendance. Elle est organisée par la Fédération tunisienne de football (FTF).
L’Avenir sportif de La Marsa (ASM), une équipe qui affectionne particulièrement la compétition de la coupe (s’agissant de sa sixième finale), refait le même coup que seize ans auparavant. En effet, en rencontrant le Club sportif sfaxien, l'ASM n'a pas les faveurs des pronostics mais il renverse la situation en sa faveur en gagnant par un score net de 3–0, comme il l’a fait, avec le même score, en 1961 face au champion d’alors et favori de la finale, le Stade tunisien.

## Résultats

### Troisième tour éliminatoire
- Sporting Club de Ben Arous - Espoir sportif de Hammam Sousse : 0 - 0 (SCBA qualifié aux tirs au but)
- El Ahly Mateur - Association sportive de Mahrès : 3 - 1
- Jendouba Sports - Croissant sportif de Redeyef : 2 - 0
- Stade gabésien - Avenir sportif de Kasserine : 3 - 1
- Étoile olympique La Goulette Kram  - Club sportif de Téboursouk : 2 - 1
- Union sportive maghrébine  bat Étoile sportive de Radès : 5 - 2
- Patriote de Sousse - STIA Sousse : 1 - 0
- Stade africain de Menzel Bourguiba - Espérance sportive de Zarzis : 3 - 1
- Stade sportif sfaxien - Club sportif de Menzel Bouzelfa : 1 - 0
- El Makarem de Mahdia - Étoile sportive de Béni Khalled : 1 - 0
- Grombalia Sports - Jeunesse sportive d'El Omrane : 3 - 1
- Club sportif des cheminots - Union sportive tunisienne : 1 - 0
- Association sportive de Djerba - Dahmani Athlétique Club : 3 - 2
- Océano Club de Kerkennah - Olympique de Béja : 1 - 0
- Étoile sportive de Métlaoui - Stade soussien : 3 - 1
- Kalâa Sport - Stade nabeulien : 1 - 0
- La Palme sportive de Tozeur - Avenir sportif sahélien : 2 - 1

### Seizièmes de finale
Trente équipes participent à ce tour, les 17 qualifiés du tour précédent et treize clubs de la division nationale. Les matchs sont joués le 13 février 1977.
| Équipe 1                           | Équipe 2                       | Score 90'         | Score 120' | Tirs au but          |
| ---------------------------------- | ------------------------------ | ----------------- | ---------- | -------------------- |
| Avenir sportif de La Marsa         | El Ahly Mateur                 | 3 - 1             |            |                      |
| Club africain                      | -                              | Qualifié d’office |            |                      |
| Espérance sportive de Tunis        | Patriote de Sousse             | 3 - 2             |            |                      |
| Sfax railway sport                 | Association sportive de Djerba | 6 - 1             |            |                      |
| Jeunesse sportive kairouanaise     | Étoile sportive de Métlaoui    | 2 - 0             |            |                      |
| Club athlétique bizertin           | El Makarem de Mahdia           | 0 - 0             | 0 - 0      | Qualification du CAB |
| Club sportif sfaxien               | Jendouba Sports                | 3 - 0             |            |                      |
| Étoile sportive du Sahel           | Association Mégrine Sport      | 2 - 1             |            |                      |
| Stade tunisien                     | Union sportive maghrébine      | 3 - 0             |            |                      |
| Stade africain de Menzel Bourguiba | Stade sportif sfaxien          | 2 - 0             |            |                      |
| Olympique du Kef                   | Sporting Club de Ben Arous     | 4 - 2             |            |                      |
| Club sportif des cheminots         | Océano Club de Kerkennah       | 1 - 0             |            |                      |
| Union sportive monastirienne       | Club olympique des transports  | 2 - 1             |            |                      |
| Grombalia Sports                   | Kalâa Sport                    | 3 - 0             |            |                      |
| Étoile olympique La Goulette Kram  | La Palme sportive de Tozeur    | 2 - 1             |            |                      |
| Stade gabésien                     | Club sportif de Hammam Lif     | 2 - 1             |            |                      |

### Huitièmes de finale
Matchs joués le 22 avril 1977
| Équipe 1                          | Équipe 2                           | Score 90' | Score 120' | Tirs au but             |
| --------------------------------- | ---------------------------------- | --------- | ---------- | ----------------------- |
| Stade gabésien                    | Stade africain de Menzel Bourguiba | 4 - 1     |            |                         |
| Étoile olympique La Goulette Kram | Stade tunisien                     | 0 - 0     | 0 - 0      | 3 - 4                   |
| Olympique du Kef                  | Grombalia Sports                   | 3 - 1     |            |                         |
| Sfax railway sport                | Union sportive monastirienne       | 2 - 1     |            |                         |
| Club africain                     | Étoile sportive du Sahel           | 3 - 1     |            |                         |
| Jeunesse sportive kairouanaise    | Club athlétique bizertin           | 2 - 2     | 2 - 2      | Qualification de la JSK |
| Club sportif sfaxien              | Espérance sportive de Tunis        | 1 - 0     |            |                         |
| Avenir sportif de La Marsa        | Club sportif des cheminots         | 2 - 0     |            |                         |

### Quarts de finale
| Date  | Équipe 1                       | Équipe 2                   | Score 90' | Score 120' | Tirs au but |
| ----- | ------------------------------ | -------------------------- | --------- | ---------- | ----------- |
| 5 mai | Olympique du Kef               | Sfax railway sport         | 0 - 2     |            |             |
| 5 mai | Jeunesse sportive kairouanaise | Club africain              | 1 - 1     | 1 - 1      | 2 - 4       |
| 5 mai | Stade gabésien                 | Avenir sportif de La Marsa | 1 - 2     |            |             |
| 5 mai | Club sportif sfaxien           | Stade tunisien             | 3 - 0     |            |             |

### Demi-finales
| Date    | Équipe 1                   | Équipe 2           | Score 90' |
| ------- | -------------------------- | ------------------ | --------- |
| 19 juin | Club sportif sfaxien       | Club africain      | 2 - 0     |
| 19 juin | Avenir sportif de La Marsa | Sfax railway sport | 1 - 0     |

### Finale
| Date         | Équipe 1                   | Équipe 2             | Score 90' |
| ------------ | -------------------------- | -------------------- | --------- |
| 25 juin 1977 | Avenir sportif de La Marsa | Club sportif sfaxien | 3 - 0     |

Les buts de la finale sont marqués par Abdelaziz Bendadi (48e min), Ahmed Ben Chaaban (76e min) et Ilyès Ben Salah (89e min contre son camp). Un trio arbitral italien composé de Domenico Serafini, Lanzetti[Qui ?] et Colasenti[Qui ?] dirige la rencontre.
Les formations alignées sont :
- Avenir sportif de La Marsa (entraîneur : Taoufik Ben Othman) : Sassi Boukhris, Chedly Jebali, Slaheddine Berrouba, Hassen Hichri, Amor Jebali, Hamouda Damoussi (puis Taoufik Maâroufi), Abdelaziz Bendadi, Taoufik Jebali, Ahmed Ben Chaâban, Ezzedine Ben Abdallah et Abdesselam Chemam
- Club sportif sfaxien (entraîneur : Milor Popov) : Abdelwahed Abdallah, Mokhtar Dhouib, Slah Ayadi (puis Abdelkader Derbal), Ilyès Ben Salah, Habib Trabelsi, Hafed Ben Salah, Mongi Abdelmoula, Abderrazak Soudani, Hammadi Agrebi, Mohamed Ali Akid et Adel Ouedhrefi (Samir Laâdhar)

## Meilleurs buteurs
Abdelkader Derbal (CSS) est le meilleur buteur de l'édition avec quatre buts, alors que Kamel Hayder (SG) marque trois buts à partir des seizièmes de finale mais cinq à partir du troisième tour éliminatoire.